# Amastigia gaussi
Amastigia gaussi is een mosdiertjessoort uit de familie van de Candidae. De wetenschappelijke naam van de soort is voor het eerst geldig gepubliceerd in 1914 door Kluge.